# Patrick Moore (activista)
Patrick Albert Moore (Port Alice, 15 de junio de 1947) es un consultor industrial y exactivista canadiense, que es expresidente de Greenpeace Canadá. Desde que dejó Greenpeace en 1986, Moore ha criticado al movimiento ambientalista por lo que él ve como tácticas de miedo y desinformación, diciendo que el movimiento ambiental "abandonó la ciencia y la lógica en favor de la emoción y el sensacionalismo". Según Greenpeace, Moore es "un portavoz remunerado de la industria nuclear, la industria maderera y la industria de la ingeniería genética". quien "explota los lazos de hace mucho tiempo con Greenpeace para venderse a sí mismo como un orador y un vocero pro-corporativo".
Desde que dejó Greenpeace, Moore ha adoptado con frecuencia posturas públicas tajantes contra varios grupos medioambientales importantes, incluida la propia Greenpeace, sobre muchos temas, entre ellos la silvicultura, energía nuclear, organismos genéticamente modificados, y uso de pesticidas. Moore también ha negado el cambio climático, habiendo declarado que el aumento de Dióxido de carbono atmosférico es beneficioso, que no hay pruebas de que las emisiones antropogénicas de dióxido de carbono sean responsables del calentamiento global, y que incluso si fuera cierto, el aumento de la temperatura sería beneficioso para la vida en la Tierra. Estas opiniones son contrarias al consenso establecido sobre los efectos del calentamiento global, que espera que el cambio climático tenga un impacto negativo significativo e irreversible en el clima y los eventos meteorológicos en todo el mundo, lo que plantea riesgos graves como acidificación de los océanos y aumento del nivel del mar a la sociedad humana y a otros organismos.

## Primeros años
Moore nació en 1947 de Bill y Beverley Moore en Port Alice, Columbia Británica, y se crio en  Winter Harbour, en la isla de Vancouver. Es la tercera generación de una familia de la Columbia Británica con una larga trayectoria en la silvicultura y la pesca. Su padre, William D. Moore, fue el presidente de B.C. Truck Loggers Association y expresidente del Pacific Logging Congress. luego asistió a la Universidad de Columbia Británica, donde obtuvo una Licenciatura en Ciencias de la Biología Forestal en 1969, y un Doctorado en Filosofía en 1974 para su doctorado, Moore investigó la contaminación por metales pesados en Rupert Inlet por relaves de minas. Concluyó que los mecanismos existentes no habían logrado prevenir una contaminación inaceptable.

## Carrera

### Greenpeace
El "Don't Make a Wave Committee" (era el nombre de la organización antinuclear que luego se convirtió en Greenpeace) fue formado en enero de 1970 por  Dorothy e Irving Stowe, Ben Metcalfe, Marie y Jim Bohlen, Paul Cote y  Bob Hunter y se incorporó en octubre de 1970. El Comité se había formado para planificar la oposición a la prueba de Cannikin de una bomba de hidrógeno de un megatón en 1969 por parte de la Comisión de Energía Atómica de los Estados Unidos en la isla de Amchitka en las Aleutianas. En 1971, Moore se unió al comité como miembro de la tripulación del "Greenpeace", un barco de pesca fletado originalmente llamado "Phyllis Cormack" que el Comité envió a través del Pacífico Norte para llamar la atención sobre las pruebas estadounidenses de una bomba de 5 megatones planeadas para septiembre de ese año. Como escribió el cofundador de Greenpeace, Bob Hunter, "Moore fue rápidamente aceptado en el círculo interno sobre la base de su formación científica, su reputación como activista ambiental y su capacidad para inyectar conocimientos prácticos y sensatos en las discusiones. " En mayo de 1971, Moore viajó a Alaska con Jim Bohlen, en representación del DMWC en las audiencias de la Comisión de Energía Atómica de EE. UU. Moore asistió a las reuniones del DMWC y fue parte del comité cuando su nombre fue cambiado a Greenpeace Foundation. Otros miembros del comité incluyeron a los fundadores del comité Bob Hunter, Rod Marining y Ben Metcalfe (Ben y Dorothy Metcalfe). Moore se describe a sí mismo como miembro fundador de Greenpeace., pero la organización niega esta afirmación.
Tras la cancelación del presidente estadounidense Richard Nixon de las restantes pruebas de bombas de hidrógeno previstas para la isla Amchitka a principios de 1972, Greenpeace centró su atención en las pruebas nucleares atmosféricas francesas en el atolón Mururoa en el Pacífico sur. En mayo de 1972, Moore viajó a Nueva York con Jim Bohlen y Marie Bohlen para presionar a las delegaciones clave de las Naciones Unidas de los países de la Cuenca del Pacífico involucrados. Moore luego fue a Europa junto con Ben Metcalfe, Dorothy Metcalfe, Lyle Thurston y Rod Marining, donde recibieron una audiencia con el Papa Pablo VI y protestaron en la Catedral de Notre Dame (Notre Dame de Paris) en París. En junio, asistieron a la primera  Conferencia de las Naciones Unidas sobre el Medio Ambiente en Estocolmo donde convencieron a Nueva Zelanda de proponer una votación condenando los ensayos nucleares franceses, que fue aprobada por una gran mayoría.
Moore volvió a tripular el "Phyllis Cormack" en 1975 durante la primera campaña para salvar ballenas, cuando Greenpeace se reunió con la flota ballenera soviética frente a la costa de California. Durante el enfrentamiento, se filmaron imágenes del barco ballenero soviético disparando un arpón sobre las cabezas de los miembros de Greenpeace en un  Zodiac inflable y en la espalda de una hembra cachalote. El metraje de la película apareció en las noticias de la noche al día siguiente en las tres redes nacionales de Estados Unidos, iniciando el debut de Greenpeace en el escenario mundial de los medios y provocando un rápido aumento en el apoyo público a la organización benéfica. Patrick Moore y Bob Hunter aparecieron en el programa de radio del Dr. Bill Wattenburg en  KGO y solicitaron un abogado para que los ayudara a incorporar una sucursal en San Francisco y administrar las donaciones. David Tussman, un joven abogado, se ofreció como voluntario para ayudar a Moore, Hunter y Paul Spong a establecer una oficina en Fort Mason. La Greenpeace Foundation of America (desde que cambió a Greenpeace USA), se convirtió en el principal centro de recaudación de fondos para la expansión de Greenpeace en todo el mundo.

### Presidencia de la Fundación Greenpeace en Canadá
En enero de 1977, en la reunión general anual de la Fundación Greenpeace, Moore se postuló para presidente contra Bob Hunter, y finalmente perdió por un solo voto. Poco después, Hunter renunció y Moore asumió la presidencia, heredando una organización profundamente endeudada. Las organizaciones de Greenpeace comenzaron a formarse en toda América del Norte, incluidas ciudades como Toronto, Montreal, Seattle, Portland, Los Ángeles, Boston y San Francisco. No todas estas oficinas aceptaron la autoridad de la organización fundadora en Canadá. La presidencia y el estilo de gobierno de Moore resultaron controvertidos. Moore y su junta elegida en Vancouver convocaron dos reuniones para formalizar sus propuestas de gobernanza. Durante este tiempo, David Tussman, junto con el resto de los fundadores, los primeros activistas de Greenpeace y la mayoría de los miembros del personal de Greenpeace anunciaron que la junta del grupo de San Francisco tenía la intención de separar la Fundación Greenpeace de Patrick Moore del resto del movimiento Greenpeace. Después de que fracasaron los esfuerzos para resolver el asunto, la Fundación Greenpeace presentó una demanda civil en San Francisco acusando al grupo de San Francisco de violar la marca registrada y los derechos de autor al usar el nombre de Greenpeace sin el permiso de la Fundación Greenpeace.
La demanda se resolvió en una reunión celebrada el 10 de octubre de 1979 en las oficinas del abogado David Gibbons en Vancouver. Asistieron Moore, Hunter, David McTaggart, Rex Weyler y unas seis personas más. En esta reunión se acordó la creación de Greenpeace International. Esto significaba que Greenpeace seguiría siendo una organización única en lugar de una colección amorfa de oficinas individuales. McTaggart, que había llegado a representar a todos los demás grupos de Greenpeace contra la Fundación Greenpeace, fue nombrado presidente. Moore se convirtió en presidente de Greenpeace Canadá (el nuevo nombre de Greenpeace Foundation) y director de Greenpeace International. Otros directores fueron nombrados de los Estados Unidos, Francia, el Reino Unido y los Países Bajos. Se desempeñó durante nueve años como presidente de Greenpeace Canadá, así como durante seis años como director de Greenpeace International.
En 1985, Moore estaba a bordo del Rainbow Warrior cuando fue bombardeado y hundido por el gobierno francés. Él y otros directores de Greenpeace International estaban saludando al barco frente a la costa de Nueva Zelanda en su camino para protestar contra las pruebas nucleares francesas en Mururoa. El fotógrafo de la expedición Fernando Pereira fue asesinado. La presencia de Greenpeace en los medios volvió a alcanzar su punto máximo.

### Después de Greenpeace
En 1986, después de dejar Greenpeace por diferencias políticas, Moore estableció Quatsino Seafarms, una empresa familiar de cultivo de salmón en su casa en  Winter Harbor - y se convirtió en director de la Asociación de Productores de Salmón de BC. Más tarde comentó que se fue de Greenpeace porque "dio un giro brusco hacia la izquierda política" y "evolucionó hacia una organización de extremismo y agendas con motivaciones políticas".
De 1990 a 1994 fue miembro de la Mesa Redonda de Columbia Británica sobre Medio Ambiente y Economía. y fundó y presidió el B.C. Proyecto Carbono. En 1991, se incorporó a la junta de Forest Alliance of BC, una iniciativa de los directores ejecutivos de las principales empresas forestales de la Columbia Británica. Como presidente del Comité de Silvicultura Sostenible de Forest Alliance, pasó diez años desarrollando los Principios de la silvicultura sostenible, que luego fueron adoptados por gran parte de la industria. En 1991, Moore también fundó Greenspirit para "promover el desarrollo sostenible desde una plataforma científica medioambiental". En 2002, Tom Tevlin y Trevor Figueiredo se unieron a Moore para formar la empresa de consultoría ambiental Greenspirit Strategies Ltd.
Moore se desempeñó durante cuatro años como vicepresidente de medio ambiente para la fabricación de bombas de calor de Waterfurnace International. En 2000, Moore publicó "Espíritu verde: los árboles son la respuesta", un libro de fotografías sobre los bosques y el papel que pueden desempeñar para resolver algunos problemas ambientales actuales. También hizo dos apariciones en "Penn & Teller: Bullshit!" En los episodios "Environmental Hysteria" (2003) y "Endangered Species" (2005). En 2006, Moore se convirtió en copresidente (con Christine Todd Whitman) de una nueva iniciativa financiada por la industria, la Clean and Safe Energy Coalition, que promueve un mayor uso de la energía nuclear. En 2010, Moore fue reclutado para representar a la empresa maderera indonesia Asia Pulp & Paper (APP), una multinacional acusada por grupos activistas de prácticas de tala de bosques extensas e ilegales, aunque Moore lo discute fuertemente.
Moore es asesor de políticas sobre clima y energía en The Heartland Institute (un grupo de expertos conservador y libertario).
En marzo de 2019, Donald Trump tuiteó sobre una entrevista que Moore concedió en el programa de Fox News "Fox & Friends", donde negó que el cambio climático fuera una amenaza. Moore también arremetió contra la congresista demócrata de primer año Alexandria Ocasio-Cortez y su Green New Deal, que es una resolución que tiene como objetivo reducir las emisiones de carbono y mitigar el impacto del cambio climático en los Estados Unidos. Moore llamó a la congresista una "tonta" y sugirió que el calentamiento global podría ser beneficioso ya que el dióxido de carbono es un "componente básico de la vida". En la disputa en curso entre Moore y Greenpeace, el grupo continuó distanciándose de Moore y sus afirmaciones y puntos de vista, incluida su negación del cambio climático.

## Puntos de vista
En 2005, Moore criticó lo que dijo que eran tácticas de miedo y desinformación empleadas por algunos dentro del movimiento ambiental, diciendo que el movimiento ambiental "abandonó la ciencia y la lógica en favor de la emoción y el sensacionalismo". Moore sostiene que "la mayoría de los problemas ambientales realmente serios han sido resueltos", y que el movimiento ambiental busca "inventar escenarios pesimistas". Sugiere que idealizan la vida campesina como parte de una campaña antiindustrial para prevenir el desarrollo en los países menos desarrollados, que él describe como "antihumano". Moore fue entrevistado en el documental cinematográfico de 2007 "La gran estafa del calentamiento global", en el que expresó opiniones similares. En 2007 The Guardian dijo que "él está oficialmente abogando por la tala de bosques lluviosos tropicales y la siembra de cultivos genéticamente modificados". Ha expresado sus opiniones positivas sobre el inicio de sesión en el sitio web de Greenspirit.

### Energía
Moore se opuso a la energía nuclear en la década de 1970, cuando "creía que la energía nuclear era sinónimo de holocausto nuclear" y "todo lo nuclear era malo", pero desde entonces ha llegado a estar a favor de ella.
Moore copresidió la Coalición de Energía Limpia y Segura, que fue apoyada por el Instituto de Energía Nuclear, una organización nacional de industrias pro-nucleares. En 2009, como copresidente de la Coalición, sugirió que los principales medios de comunicación y el movimiento ambientalista no son tan opuestos a la energía nuclear como en décadas pasadas.
Argumenta que cualquier plan realista para reducir la dependencia de las emisiones de combustibles fósiles o gases de efecto invernadero requeriría un mayor uso de la energía nuclear para suministrar energía. También ha criticado los costos y la confiabilidad de parques eólicos.

### Negación del cambio climático global
Moore llama al [cambio climático global "el problema más difícil que enfrenta la comunidad científica hoy en día en términos de poder predecir con cualquier tipo de precisión lo que va a suceder". En 2006, no estuvo de acuerdo con el consenso científico sobre el cambio climático en una carta a la Royal Society, argumentando que no había "pruebas científicas" de que la humanidad estuviera causando el clima global en cambio y cree que "tiene una correlación mucho mejor con los cambios en la actividad solar que con los niveles de CO2".
Moore ha declarado que el cambio climático global y el derretimiento de los glaciares no es necesariamente un evento negativo porque crea más tierras cultivables y el uso de productos forestales aumenta la demanda de madera y estimula la plantación de más árboles. En lugar de mitigación del cambio climático, Moore aboga por adaptación al calentamiento global. Esto también es contrario al consenso científico general, que espera que cause impactos negativos extremos, irreversibles y negativos en la humanidad.
Un episodio de marzo de 2014 del programa estadounidense Hannity presentó a Moore declarando que la Tierra "no se ha calentado durante los últimos 17 años" en un debate con Bob Beckel.

### Alimentos modificados genéticamente
En 2006, Moore se dirigió a una conferencia de Biotechnology Industry Organization en Waikiki diciendo: "No hay forma de evitar el hecho de que más de 6 mil millones de personas se despiertan cada día en este planeta con necesidades reales de alimentos, energía y materiales ", y necesitan cultivos modificados genéticamente para este fin.
Moore apoya la adopción de arroz dorado para prevenir la deficiencia de vitamina A.

### Ataques a Greta Thunberg
Moore ha afirmado que la activista del cambio climático Greta Thunberg de 16 años es "malvada", la describió como una "marioneta" con un trastorno mental, comparó a las personas que, según él, la controlan con "Hitler", y acusó sus padres de abusar de ella.

## Críticas
Moore se ha ganado la vida desde principios de la década de 1990 principalmente consultando y hablando públicamente para una amplia variedad de corporaciones y grupos de presión como el Nuclear Energy Institute. El trabajo de Moore como cabildero ha provocado críticas por parte de activistas ambientales, que lo acusaron de actuar como defensor de muchas de las industrias para las que se fundó Greenpeace. Sus críticos señalan las relaciones comerciales de Moore con "los contaminadores y talantes" a través de su consultoría. Monte Hummel, presidente del Fondo Mundial para la Naturaleza Canadá, ha afirmado que el libro de Moore "Pacific Spirit" es una colección de "pseudociencia y suposiciones dudosas".
El escritor y activista medioambiental George Monbiot ha escrito críticamente sobre el trabajo de Moore con la empresa maderera indonesia Asia Pulp & Paper (APP). Moore fue contratado como consultor para redactar un 'informe de inspección' ambiental sobre las operaciones de la APP. Según Monbiot, la empresa de Moore no es una empresa de seguimiento y los consultores que se utilizaron eran expertos en relaciones públicas, no en ecología tropical ni en derecho indonesio. Monbiot ha dicho que las secciones del informe se copiaron directamente de un folleto de relaciones públicas de APP.
El Servicio de Recursos e Información Nuclear, un grupo antinuclear, criticó a Moore, diciendo que su comentario en 1976 de que "debe recordarse que hay empleados en la industria nuclear, algunas organizaciones de relaciones públicas de muy alto poder". "No puedo confiar más en ellos para decir la verdad sobre la energía nuclear que sobre qué marca de pasta de dientes resultará en este problema aparentemente insoluble", se consideraba que pronosticaba su propio futuro. Un editorial de Columbia Journalism Review critica a la prensa por imprimir acríticamente "cánticos pro-nucleares" como la de Moore, citando su papel como portavoz pagado de la industria nuclear.
Durante una entrevista del periodista de investigación francés Paul Moreira, que se transmitió por primera vez en la estación de televisión francesa Canal +, se le preguntó a Moore sobre la seguridad del herbicida glifosato. Moore le dijo a Moreira que uno "podría beber un litro entero" sin ningún daño. Cuando Moore fue desafiado a beber un vaso de herbicida, se negó, diciendo "era solo una forma de decir" antes de terminar la entrevista. Monsanto, productores primarios de herbicidas con glifosato bajo la marca  Roundup, negaron haber contratado a Moore o su agencia de relaciones públicas. La entrevista se realizó poco después de la publicación de un informe de la Organización Mundial de la Salud (OMS) que agrega glifosato a una lista de probables carcinógenos.

## Otras lecturas
- Wyler, Rex  (2004) Greenpeace: How a Group of Ecologists, Journalists, and Visionaries Changed the World. Rodale Press. ISBN 1-59486-106-4